# Eloíno Nácar Fuster
Eloíno Nácar Fuster (Alba de Tormes, c. 1870 - Madrid, 10 de junio de 1948) fue un sacerdote español, canónigo lectoral de la Catedral de Salamanca, catedrático, consultor de la Comisión Pontificia Bíblica y biblista. Su obra más destacada fue la traducción crítica, literal y directa del hebreo, arameo y griego al castellano de la Biblia, junto a fray Alberto Colunga Cueto O.P., versión conocida como Nácar-Colunga.

## Biografía
Estudioso de la historia y del arte. Canónigo lector de la catedral de Salamanca. Miembro honorario de la Academia Teológica Pontificia Romana, Pío XII le nombró consultor en la Comisión Pontificia Bíblica.

## Obra
- Nácar Fuster, Eloíno; Colunga Cueto, Fr. Alberto, Los cuatro Evangelios. Versión directa del texto original griego. Editorial Católica, 1954.
- Sagrada Biblia, versión directa de las lenguas originales por Eloíno Nácar Fuster y Alberto Colunga, Madrid: Biblioteca de Autores Cristianos, 1944.